# Vartan Ohanian
Pour les articles homonymes, voir Ohanian.
Vartan Ohanian, né en 1962 est un réalisateur documentariste français.

## Biographie
Il a étudié à l'école nationale supérieure des beaux-arts de Lyon.

### Vie personnelle
Il est le fils du réalisateur Rajak Ohanian et le frère du plasticien Melik Ohanian.

## Filmographie
- 1998 : Youri Djorkaeff, 26 min[3]
- 1998 : Bons Baisers de Barbès, avec l'Orchestre National de Barbès, 52 min[4]
- 2002 : Wang-Du, 27 min[5]
- 2002 : Louis Chedid : Retour à Bouc Bel Air[6]
- 2015 : Vers une inconditionnelle liberté, avec Serge Challon, Tarantula Belgique, 56 min[7]

## Télévision
- Hit Machine
- ca. 2005 : Les Choses possibles